# Anna Charuta
Anna Charuta (ur. 22 marca 1970) – polska doktor habilitowana nauk biologicznych, specjalistka w zakresie anatomii, prorektor Uniwersytetu Przyrodniczo-Humanistycznego w Siedlcach (2016–2020).

## Życiorys
Anna Charuta ukończyła klasę biologiczno-chemiczną I Liceum Ogólnokształcącego im. Bolesława Prusa w Siedlcach (1989). W 1994 na Wydziale Rolniczym Wyższej Szkoły Rolniczo-Pedagogicznej w Siedlcach uzyskała z wynikiem bardzo dobrym tytuł magistra biologii – specjalność nauczycielska.
1 stycznia 1995 rozpoczęła pracę w Katedrze Morfologii Kręgowców macierzystej uczelni jako asystent, od 2003 jako adiunkt. Prowadziła zajęcia z anatomii człowieka i anatomii zwierząt. Doktorat z nauk biologicznych uzyskała w 2003 na podstawie rozprawy Morfologia i mineralizacja kośćca kaczki domowej („Anas platyrhynchos var. domestica Linnaeus”, 1758) (promotor: Mieczysław Węgrzyn). W 2012 rozpoczęła pracę w Pracowni Morfologii Kręgowców, Katedry Zoologii, Instytutu Biologii Wydziału Przyrodniczego UPH. W 2014 uzyskała na UMCS habilitację z nauk biologicznych, specjalność – anatomia, na podstawie dzieła Cechy morfologiczne kości piszczelowo-stępowej (tibiotarsus) w rozwoju postnatalnym u wybranych gatunków ptaków domowych. Od 2016 do 2020 pełniła funkcję prorektor ds. studiów.